# Postbus 51

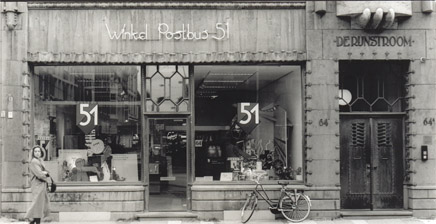
Vanaf 1982 had Postbus 51 een winkel in Den Haag, die vanaf 1987 gevestigd was in De Rijnstroom, Noordeinde 64. De winkel sloot in 1997.

Postbus 51 was een Nederlandse overheidsorganisatie, een informatiepunt van de Rijksoverheid die tot 1 juli 2012 bestond. De naam was afkomstig van het postadres: postbus 51 in Den Haag. De organisatie had als doel burgers voor te lichten over overheidsbeleid en ze de mogelijkheid te bieden vragen te stellen aan de Rijksoverheid. Postbus 51 was een onderdeel van de Dienst Publiek en Communicatie en daarmee van het Ministerie van Algemene Zaken. Sinds de opheffing wordt de website rijksoverheid.nl gebruikt als centraal voorlichtingskanaal.
Postbus 51 was vooral bekend door de reclamespotjes die werden uitgezonden op radio en televisie.

## Geschiedenis
Postbus 51 werd kort na de Tweede Wereldoorlog geopend. De postbus fungeerde als een centraal loket voor iedereen die een brochure wilde bestellen of op zoek was naar antwoord op of doorverwijzing bij een vraag aan de Rijksoverheid.
In de jaren zestig verschenen de eerste spotjes op radio en televisie en daarin werd steeds naar dit postbusnummer verwezen voor meer informatie. Hierdoor werd 'postbus 51' steeds herkenbaarder voor het publiek. Daarom werd Postbus 51 in 1977 officieel als merknaam aangenomen.
De activiteiten van dit centrale loket werden steeds verder uitgebreid. In 1985 stonden op ongeveer 3800 postkantoren en openbare bibliotheken rekken met brochures of folders. De onderwerpen hingen af van de campagnes die Postbus 51 op dat moment voerde.
Tot ongeveer 1993 ging het vooral om het aanbieden van informatie. Daarna ging Postbus 51 zich meer richten op het beantwoorden van vragen. In 1995 begon de Postbus 51 Infolijn, een gratis telefoonnummer voor de gehele Rijksoverheid (0800-8051, later gewijzigd in 1400). Nog geen jaar later kwam er een website en werd het ook mogelijk vragen te stellen via e-mail.

### Privatisering
Delen van Postbus 51 werden door de overheid geprivatiseerd. De publieksvoorlichting, het centrale loket waar burgers terecht konden met vragen aan de Rijksoverheid, werd vanaf het voorjaar van 2008 uitgevoerd door Arvato Services Nederland.

## Bekende campagnes
Bekende campagnes van Postbus 51 waren:
- de campagne in 1994 van de Belastingdienst met het motto 'Leuker kunnen we het niet maken, wel makkelijker'
- de campagne in 2001 om mensen op te roepen geen alcoholhoudende dranken te drinken als ze nog aan het verkeer deel zouden nemen, met de slogan 'Bob jij of Bob ik?'
- de campagne van 1989 tot en met 1992 om meisjes en jonge vrouwen ervan bewust te maken dat zij in de toekomst niet meer zouden kunnen rekenen op de financiële situatie en specifieke belastingvoordelen van het kostwinnersmodel, met de slagzin 'Een slimme meid is op haar toekomst voorbereid'
- de campagne in de aanloop naar de invoering van de euro op 1 januari 2002 waarin een ezelsbruggetje werd genoemd om te onthouden in welke landen de euro ingevoerd zou worden: 'Ding flof bips'
- de campagne van in 1993 en 1994 onder het motto 'Ik vrij veilig of ik vrij niet'

## Opinies over Postbus 51
- In 1997 had de SP kritiek op Postbus 51: "Volgens de SP misbruikt de regering belastinggeld om via Postbus 51 'platte pro-euro-propaganda' te bedrijven en het publiek op grote schaal te misleiden".[1]
- In 2007 schreef publicist Michiel Hegener een artikel in Justitiële verkenningen (een uitgave van het Wetenschappelijk Onderzoek- en Documentatie Centrum van het Ministerie van Justitie) met als conclusie het advies aan de overheid om via Postbus 51 campagne te voeren over godsdienstvrijheid.[2]